# Clemens Scharschmidt
Clemens Scharschmidt (* 11. Juli 1880 in Reichenbach im Vogtland; † 24. April 1945 in Stahnsdorf) war ein deutscher Japanologe.

## Leben

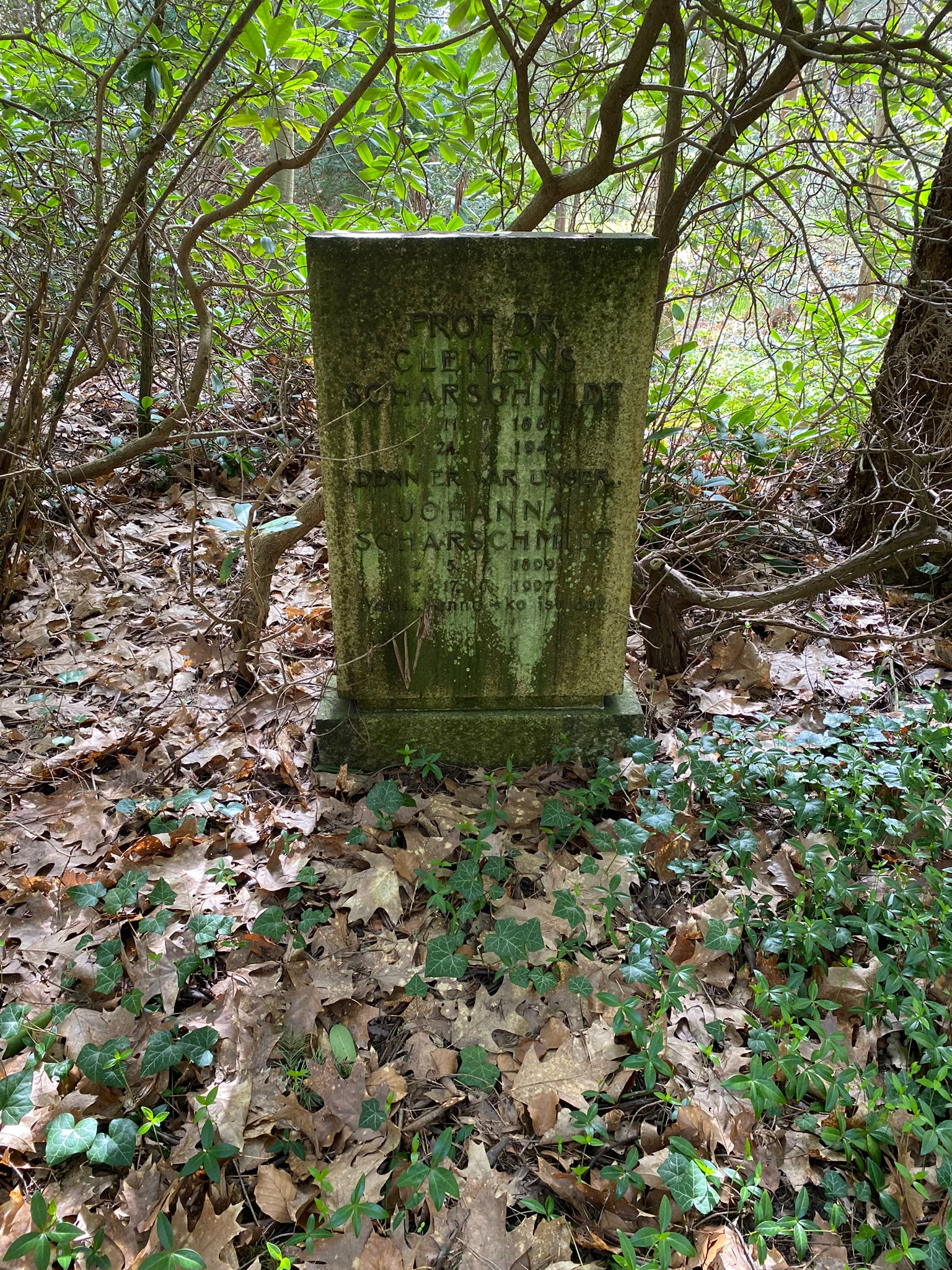
Grabstätte auf dem Südwestkirchhof Stahnsdorf

Nachdem der Sohn des Spinnereibesitzers Franz Scharschmidt 1899 am Realgymnasium in Zwickau das Abitur abgelegt hatte, absolvierte er ein siebensemestriges Studium der Germanistik (bei Eduard Sievers) und der Neueren Sprachen an der Universität Leipzig. 1902 ging Clemens Scharschmidt nach Japan und übernahm die Stelle eines Lektors der deutschen Sprache an der Kaiserlichen Oberschule (Kōtō-gakkō) in Okayama. Er verblieb dort bis 1911 und eignete sich dabei die japanische Umgangs- und Schriftsprache an und betrieb literarische und kunsthistorische Studien. Nach seiner Rückkehr studierte er an der Ostasiatischen Abteilung des Instituts für Kultur- und Universalgeschichte (bei August Conrady) an der Universität Leipzig speziell japanische Geschichte und wurde dort auch 1914 mit einer japanologischen Dissertation promoviert. Im Ersten Weltkrieg wurde er als Soldat in Flandern eingesetzt. Durch Verschüttung 1916 kriegsverwendungsunfähig wurde er dem Kriegssprachendienst des Seminars für Orientalische Sprachen (SOS) zugeordnet. 1921 wurde er dort – als Nachfolger von Rudolf Lange – zum planmäßigen Lehrer des Japanischen und 1924 zum Professor des Japanischen ernannt. Er verfasste Beiträge für die Zeitschrift "Der Neue Orient" und gehörte auch der Redaktion der Mitteilungen des SOS an. 1930/31 folgte ein erneuter Aufenthalt in Japan. 1931 lehnte er aus familiären Gründen einen Ruf an die University of California ab. Ab 1934 las er über japanische Geschichte an der Hochschule für Politik sowie als Honorarprofessor für Japanologie an der Universität Berlin. 1940 wurde er an deren Auslandswissenschaftlichen Institut zum Professor für japanische Landeskunde berufen, 1944 aus gesundheitlichen Gründen aber von seiner Lehrtätigkeit entpflichtet. Weiterhin war er Mitglied des Vorstands der Deutsch-Japanischen Gesellschaft, im Kuratorium des Japan-Instituts und der Deutschen Gesellschaft für Natur- und Völkerkunde.
Während der Kämpfe um Berlin verlor er am 24. April 1945 auf tragische Weise durch die in sein Haus in Stahnsdorf eindringenden sowjetischen Soldaten sein Leben. Er hatte versucht, seine jahrelang zusammengetragenen Forschungsergebnisse, die er in einer Kassette aufbewahrte, zu retten. Beigesetzt wurde er auf dem Südwestkirchhof Stahnsdorf.

## Schriften
- Unshū-Shōsoku oder die Briefsammlung des Unshū von Fujiwara Akihira (989-1066), 1. u. 2. Buch; Fujiwara Akihira; übersetzt und mit Anmerkungen von Clemens Scharschmidt, Berlin 1917 (Diss.)
- Sanshiro: Der Roman eines japanischen Studenten, aus dem Japanischen des Natsume Sôseki. In: Der Neue Orient, Bd. 1 (1917), H. 2.
- Schriftreform in Japan. Ein Kulturproblem. Berlin 1924.
- Ostasiatische Studien, 2 Bde. Berlin 1924 (Hrsg. mit Wilhelm D. Schüler)
- Zur "Transkriptionsfrage" der japanischen Schrift, Berlin 1928. (mit W. Gundert)
- Japanisch (= Lautbibliothek 46), Berlin 1929 (mit Hans Eckardt)
- Das alte und das neue Rômaji-System, Tokyo 1930
- Geheimrat Rudolf Lange (1850-1933) Ein Nachruf, In: Ostasiatische Rundschau 14(1933), H. 18, S. 397–398
- Akutagawa Ryunosuke und sein Verhältnis zur westlichen Literatur. In: Florenz-Festgabe 1935, S. 7–20.
- Die wichtigsten chinesischen Zeichen im Japanischen. Ein praktisches Lehr- und Lernbuch, 1.A. Berlin 1938: 2.A. Leipzig 1942.
- Japan (= Kleine Auslandskunde 12/13), Berlin 1942.
- Japansko, Praha 1942.
- Japan, Amsterdam 1942. (niederld.)
- Ostasien. (= Studien zur Auslandskunde), Bd. 1, Berlin 1943.